# Ladder Hill Railway
Koordinaten: 15° 55′ 35″ S, 5° 43′ 12,7″ W

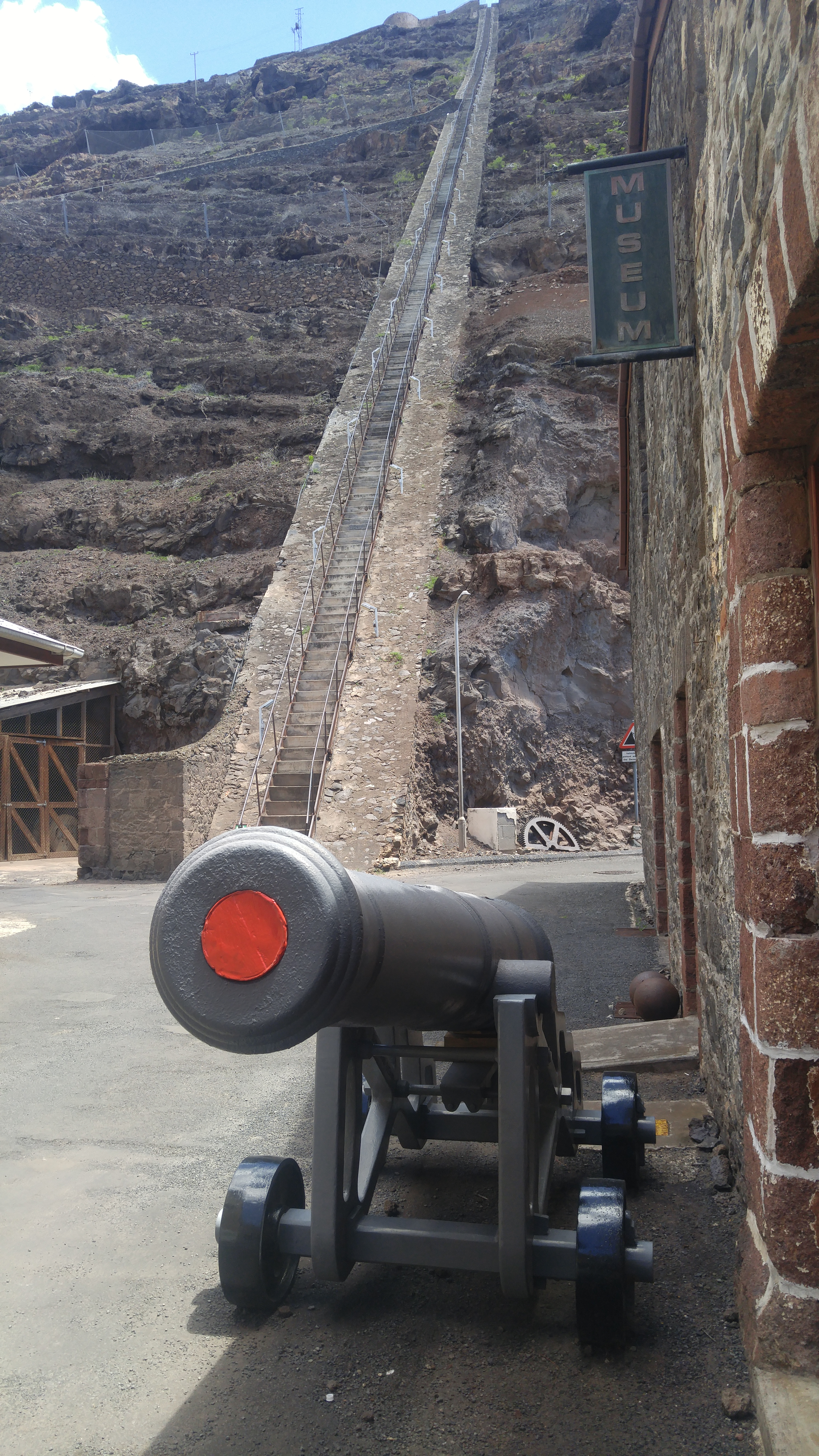
Blick von unten auf die Trasse

Die Ladder Hill Railway war eine Standseilbahn auf der Atlantikinsel St. Helena. Sie verkehrte von 1829 bis 1871 und verband die Inselhauptstadt Jamestown mit dem westlich gelegenen, zu Half Tree Hollow gehörenden Ladder Hill. Nach der Stilllegung wurde die Trasse in eine Treppe, die Jacobs Ladder, umgewandelt.

## Geschichte
Die Stadt Jamestown liegt in einem schmalen Tal an der Mündung des Run in den Südatlantik. Zu beiden Seiten wird sie um jeweils rund 250 Meter überragt von zwei Höhenzügen, im Nordosten der Munden’s Hill, im Südwesten der Ladder Hill. Letzterer trägt seinen Namen von einer hinaufführenden Strickleiter, erstmals urkundlich erwähnt 1695. Auf dem Berg befanden sich unter anderem seit 1790 mit dem Ladder Hill Fort eine Befestigungsanlage sowie ein 1828 fertiggestelltes astronomisches Observatorium. Um deren Erreichbarkeit zu verbessern, schlug Gouverneur Charles Dallas  im September 1828 den Bau einer Standseilbahn vor – hier bezeichnet als Inclined Plane – und orientierte sich dabei an vergleichbaren Anlagen in England und Wales, namentlich der Bridgnorth Cliff Railway und der Monmouth Railway. Daraufhin ließ die Saint Helena Railway Company eine zweigleisige Strecke errichten und nahm sie im Dezember 1829 in Betrieb. Neben der Versorgung der auf dem Berg stationierten Einheiten mit Nachschub und Munition diente die Bahn auch dem Abtransport der in den Stallungen von Jamestown anfallenden tierischen Exkremente, um sie auf den auf dem Bergrücken gelegenen landwirtschaftlichen Nutzflächen als Dünger einzusetzen. In der Gegenrichtung wurden landwirtschaftliche Erzeugnisse in die Stadt transportiert. Die zunächst angedachte Beförderung von Personen wurde aufgrund von Sicherheitsbedenken nicht umgesetzt.
Bereits im November 1832 wurde die Bahn von der für die Verwaltung der Insel zuständigen Ostindien-Kompanie gekauft. 1871 war der hölzerne Unterbau der Trasse durch Termitenbefall so marode geworden, dass der Betrieb eingestellt werden musste und die Anlage abgebaut wurde. Die zwischen den Gleisen verlaufende Treppe wurde auf beiden Seiten mit einem Handlauf versehen. Als Jacobs Ladder steht sie seither dem Fußgängerverkehr zur Verfügung und gilt als eine der bekanntesten Sehenswürdigkeiten von Sankt Helena. Ein funktionstüchtiges Modell der Bahn ist im St.-Helena-Museum in Jamestown ausgestellt.

## Daten und Lage der Strecke
Die Länge der Strecke betrug 924 Fuß (281,6 m). Sie begann am Westrand von Jamestown neben dem Gebäude, in dem heute das St.-Helena-Museum beheimatet ist und endete bergseitig neben dem Ladder Hill Fort. Die Steigung belief sich im unteren Teil auf 39 und im oberen Viertel auf 41 Grad. Zwischen den Gleisen verlief eine Treppe mit 700 Stufen.
In Jamestown begann die Strecke bei etwa 15 Metern über dem Meeresspiegel, auf dem Ladder Hill endete sie bei knapp unter 200 Metern.

## Technik
Die Bahn besaß zwei parallel verlaufende Gleise mit einer Spurweite von 4 Fuß (1219 mm), auf denen jeweils ein Wagen verkehrte. Beide waren durch ein Zugseil verbunden, das über ein Wellrad an der Bergstation verlief. Hier sorgten zunächst Maultiere, später auch Pferde und Esel für den Antrieb. Die Gleise waren auf Schwellen aus Tannenholz gelagert, die direkt auf den Felsen genagelt waren. Die Räume zwischen den Schwellen wurden ausgemauert. Jede zweite Schwelle besaß eine Rolle, die der Führung des Zugseils diente. Auch die Gleise bestanden aus Holz, besaßen aber eine eiserne Auflage mit einer Dicke von 0,25 Inch (6,35 mm).
Um den Absturz im Falle des Reißens des Zugseils zu verhindern, waren die Räder nicht direkt auf der Achse der Wagen befestigt, sondern saßen am Ende eines gusseisernen Balkens, der drehbar mittig auf der Achse gelagert war. Erst durch den Zug des Seiles richtete sich der Wagen auf und konnte bewegt werden, ließ er nach, sank der Wagenkasten wieder auf den Boden.

## Bildergalerie

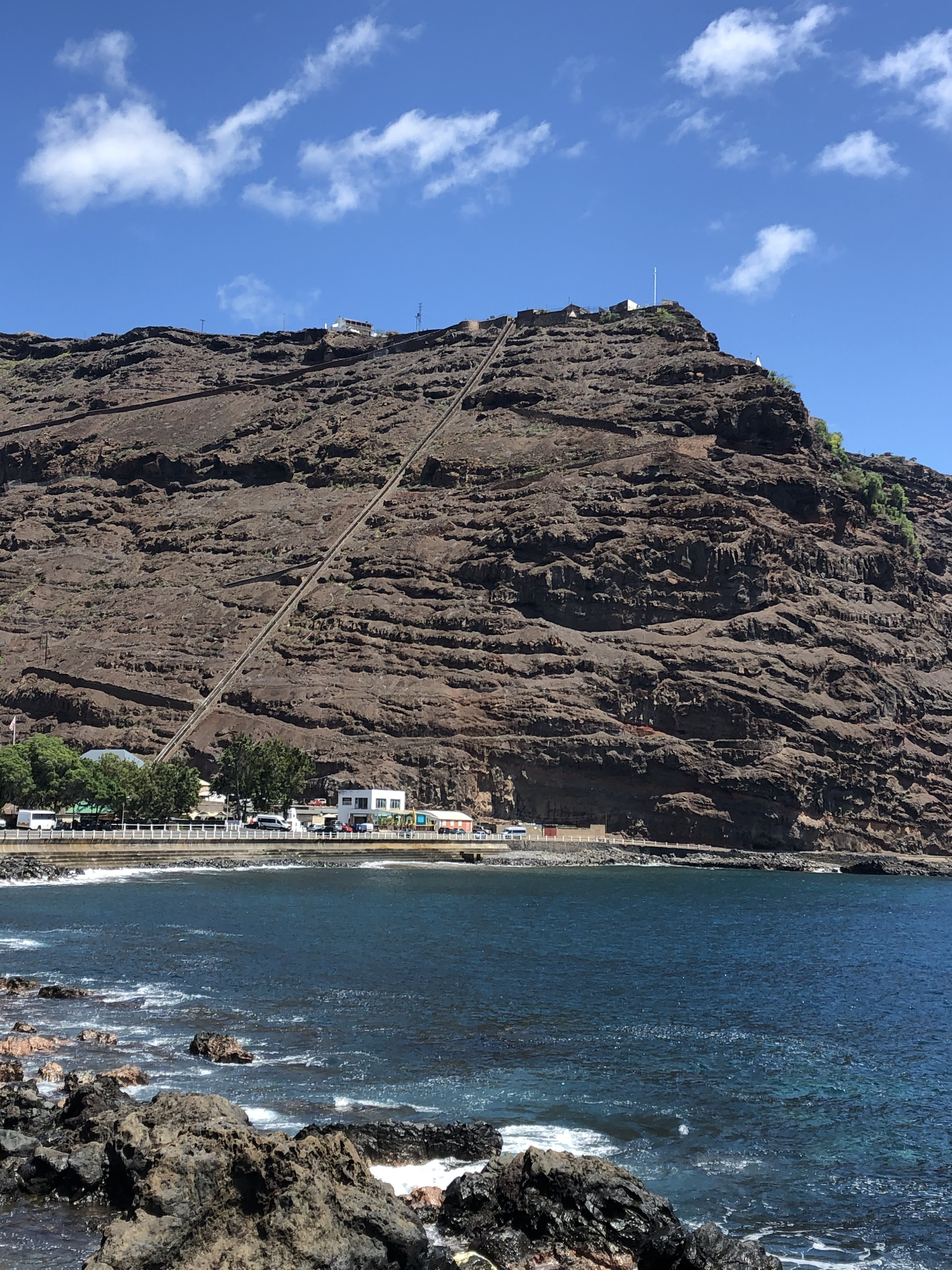
Blick auf die Trasse
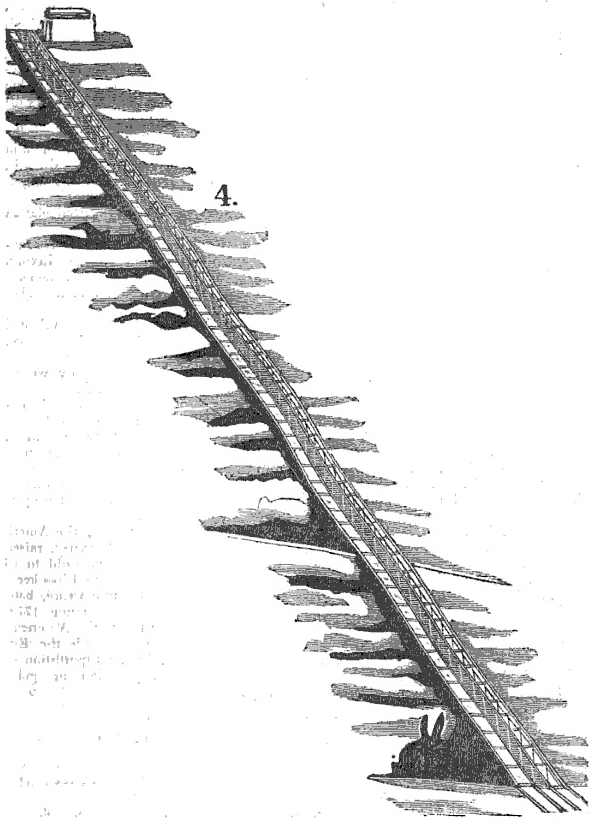
Gesamtanlage
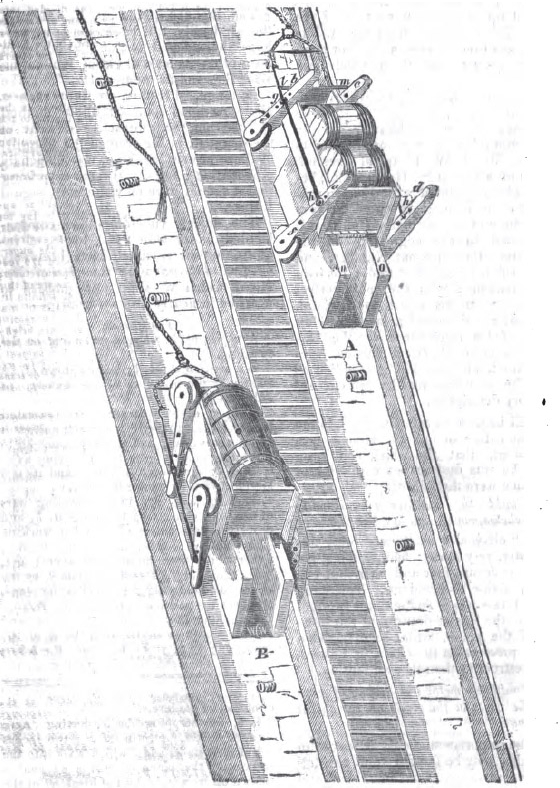
Sicherungssystem
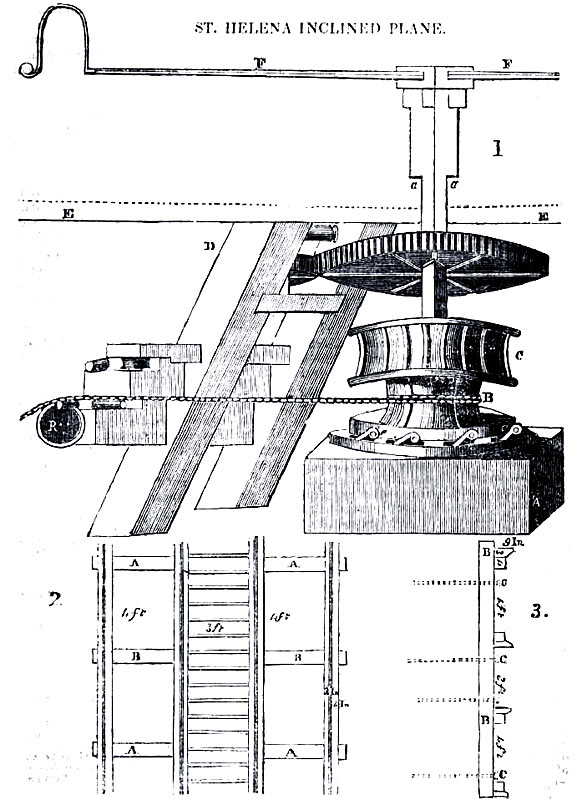
Wellrad
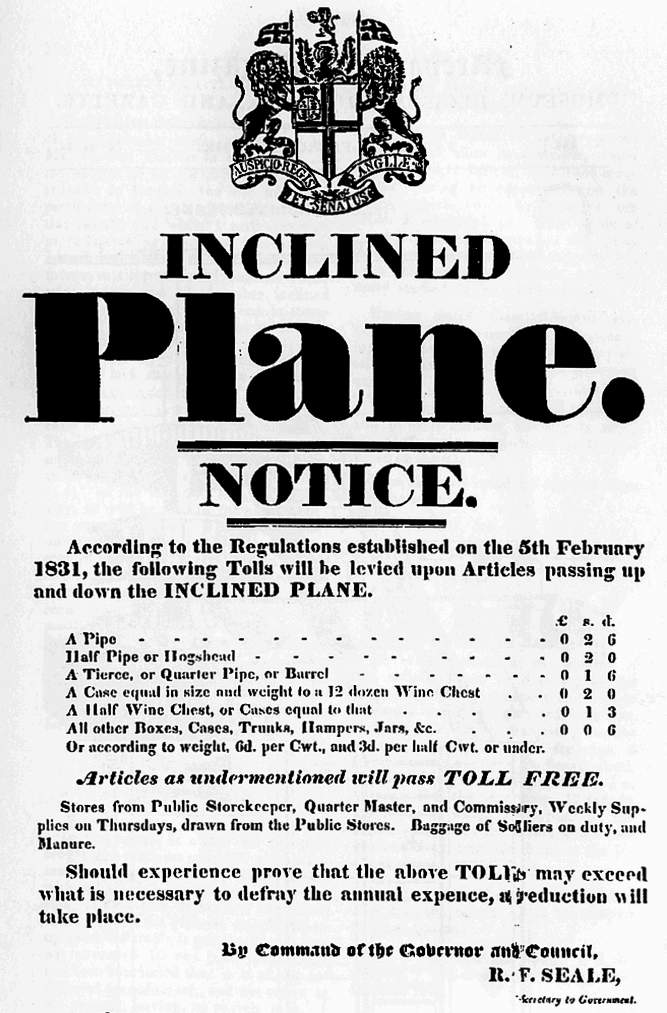
Fahrpreise 1831